# ミュルグレス
ミュルグレス、ミュルグレ（MurgleysもしくはMurgleys、おそらく「死の剣」の意） は、フランスの叙事詩『ローランの歌』の登場人物ガヌロン伯が持つ剣。ガヌロン伯はフランク王シャルルマーニュの騎士であったが、後に反逆しローランの宿敵となる。
フランス語（アングロ＝ノルマン語）の原作によると、"黄金の柄頭（つかがしら）"に聖遺物を仕込んでいる 。
中高ドイツ語版『ローラントの歌』ではMulagirと呼ばれ、レーゲンスブルクに住むMadelgerという鍛冶師が鍛えた、フランス随一のショートソードといわれる剣で、柄頭にはカーバンクルが付けられているが、その石は夜間になると明るく光り輝く。ネーム公が得て自領のバイエルンから持ち出しカルル大帝に献上したが、ゲネルン（Genelun＝ガヌロン）が持ち去ったことで、サラセン人の側の軍に渡ってしまった。

## 語源
『ローランの歌』の翻訳者ドロシー・L・セイヤーズは、剣の名前は「死の剣」を示唆しているとし（下記に示す、似た名前の剣参照）、ベルギーの学者リタ・ルジューヌは「ムーア人の剣」の意味であるとしている。一方、ミシガン大学アラビア語文学のジェームズ·ベラミー名誉教授はアラビア語で「勇猛に穿つもの」を意味する「māriq ʾalyas」が語源だと主張している。

## 似た名前の剣
Murglaieという名前の3振りの剣は、その他の武勲詩でも登場している。
- 第一次十字軍にまつわる武勲詩白鳥の騎士に登場するエリアスの剣
- 十字軍に敵対したイスラム教のエルサレム王コルニュマランが所持し、ボードゥアン1世が手に入れた剣（武勲詩エルサレム王ボードゥアン1世の歴史）
- ハンプトンのビーヴェス卿の剣、モーグレイ（Morglay）としても良く知られている。

これらの語源は、フランス語のmorte（死）+グレイブで、セイヤーズの主張と一致する。